# Oostloorn
Oostloorn (ondertitel: Dorpsschetsen) is een streekroman uit 1903 over een gelijknamig dorp, en is het bekendste werk van de predikant Siebold Ulfers.

## Verhaal
In de roman komen verschillende gebeurtenissen voorbij die voor de streek en tijd tekenend zijn. Zo gaat er een hoofdstuk over een grote droogte die lange tijd aanhoudt, terwijl een ander hoofdstuk de doleantie beschrijft, die in Oostloorn meer voeten in de aarde bleek te hebben dan verwacht. De gevolgen van deze kerkscheuring voor de dorpsgemeenschap en de daarmee samenhangende vraag wie er nu werkelijk bij het Koninkrijk van God horen vormen de leidraad van het boek. Verder worden er verhalen beschreven over personen als Boer Harders, Wiegen, de droomer, en de 'dorpsgek' Ake. Ulfers probeerde met zijn verhalen een boodschap over te brengen. 
In het boek komen veel delen voor die in de tale Kanaäns zijn geschreven. Het boek werd al snel in andere talen vertaald; in 1904 kwam het boek in het Duits uit, in 1909 in het Zweeds, in het Esperanto in 1911 en in 1914 ook in het Engels.

## Varia
- Hoewel Siebold Ulfers in Tienhoven heeft gestaan gaat de roman waarschijnlijk niet over deze plaats, maar over Hardenberg. Dit wordt onder andere duidelijk in het hoofdstuk over de doleantie, waar gesproken wordt over de 'achterhoek van Overijssel, bij de Vecht'.
- In Hardenberg is een zorgcentrum naar het dorp vernoemd.

## Bron
- Siebold Ulfers op de website van De bibliotheek voor de Nederlandse letteren